# Burg Tailfingen
Die Burg Tailfingen, auch Tailfinger Schloss genannt, ist der Rest einer Höhenburg auf dem 937 m ü. NN hohen Schlossberg etwa 1000 Meter südöstlich des Stadtteils Tailfingen der Stadt Albstadt im Zollernalbkreis in Baden-Württemberg.

## Geschichte
Die Burg wurde vermutlich vor 1100 von den Herren von Tailfingen erbaut und vor 1250 aufgegeben. Über die Erbauer und Bewohner der Burg ist nichts Näheres bekannt. Es ist anzunehmen, dass die Tailfinger Herren in der Nähe der Peterskirche zusätzlich eine Ortsburg hatten. Erwähnt werden die Herren erst im 14. Jahrhundert. Die schon lange nicht mehr bewohnte Burg wurde endgültig aufgegeben, als der Graf Friedrich V., genannt „Mülli“, die Schalksburg und damit auch Tailfingen 1403 an die Württemberger verkaufte.

## Beschreibung
Die Burg stand auf dem Tailfinger Schlossfelsen, der in nordwestlicher Richtung steil abfällt. Die anderen Seiten des Burgberges sind von einem kleinen Wall und einen folgenden Graben umschlossen. Die gesamte Anlage war etwa 80 Meter lang und 50 Meter breit. Die ehemalige Burganlage verfügte über eine Kernburg mit romanischer Burgkapelle und eine Vorburg. Die Oberamtsbeschreibung von 1880 beschreibt die damaligen Reste der Burg wie folgt: „Auf dem Felseneck liegen Trümmer eines 22 Schritt langen und 16 Schritt breiten Steinhauses (ca. 7x5 Meter) mit einem an die äußerste Ecke vorgeschobenen, gleichfalls zerstörten Turme.“ 1983 wurden die Apsis-Grundmauern der Schlosskapelle freigelegt, die westlich gelegen sich sofort an den Turm anschloss. Die heute noch sichtbaren Spuren sind alle der mittelalterlichen Anlage zuzuordnen. Unabhängig davon gab es auf dem Schlossberg eine abgegangene, vorgeschichtliche Höhen- bzw. Fliehburg. Es wird angenommen, dass sie zur Besiedlung des Degerfeldes gehörte.

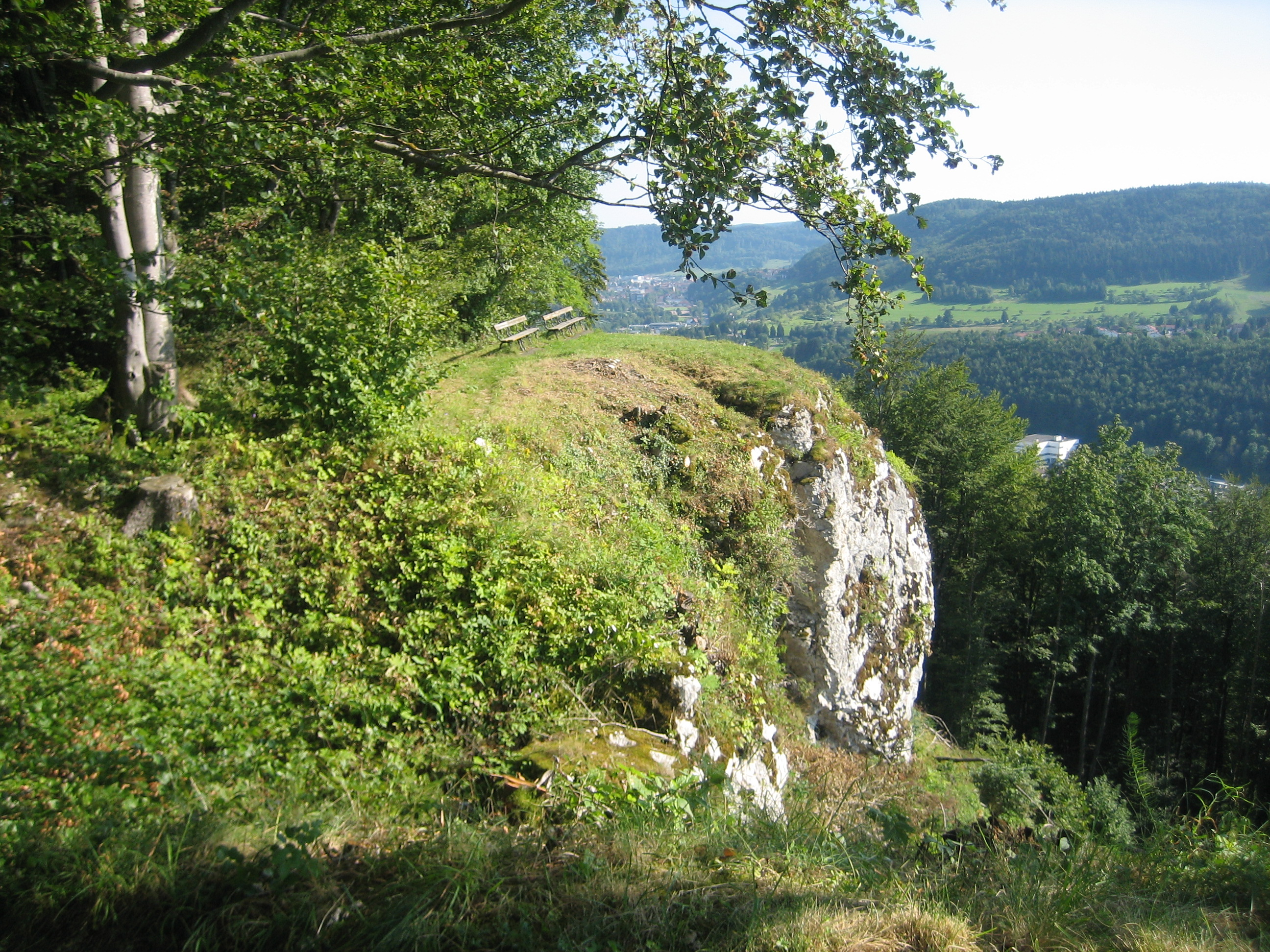
Dem vorderen Fels anschließender Teil des Schlossfelsens